# Sinya (Arusha)
Sinya ist ein Verwaltungsbezirk (Ward) des Distrikts Longido in der tansanischen Region Arusha.

## Geografie
Sinya liegt im Norden von Tansania auf einer Hochfläche in rund 1100 Meter Seehöhe. Der Bezirk liegt an der Grenze zu Kenia zwischen dem Longido im Westen und dem Kilimandscharo im Osten.
Im Norden grenzt der Bezirk an Kenia, im Osten an den Bezirk Olmolog, im Süden an Tingatinga und im Westen an Orbomba und Kimokouwa.
Sinya hat eine Fläche von 615 Quadratkilometern. Bei der Volkszählung 2022 lebten hier 5097 Menschen in 1190 Haushalten.

## Gliederung
Der Bezirk besteht aus drei Gemeinden (Mtaa) mit zehn Orten (Kitongoji):
| Ildonyio - Oltinga - Oldoinyio - Olokii | Leremeta - Leremeta - Engusero - Esoitnarok | Endonyemali - Endonyemali - Engutoto - Oltepes - Kitabarne |

## Wirtschaft und Infrastruktur
- Landwirtschaft: Der Großteil der Bevölkerung lebt von der Viehzucht.[7]
- Gesundheit: Im Bezirk gibt es drei staatliche Apotheken.[8][9][10]